# Яга (приток Умяка)
Яга — лесная речка в Граховском районе Удмуртии (устье находится в Кизнерском районе), левый приток реки Умяк. Длина реки — 23 км. Вдоль реки расположены деревни — Ключевка, Макарово, Котловка и Газек. У деревень Макарово и Котловка сооружены пруды. Через реку построены три деревянных моста.

## Данные водного реестра
По данным государственного водного реестра России относится к Камскому бассейновому округу, водохозяйственный участок реки — Вятка от города Вятские Поляны и до устья, речной подбассейн реки — Вятка. Речной бассейн реки — Кама.
Код объекта в государственном водном реестре — 10010300612111100040585.